# Stripe blue
「stripe blue」（ストライプ・ブルー）は、少年隊の5枚目のシングル。
少年隊自身通算4曲目のオリコンチャート首位を獲得。

## 概要
8センチCDとして、1991年2月10日に再販された。
発売日にオープンしたファッションビル「原宿アイドルワンダーランド」のテーマソングとして使用された。また、特典として『原宿アイドルワンダーランド』の招待状が封入されていた。 

## 収録曲
- 全曲作詞：松本隆／作曲：筒美京平／編曲：馬飼野康二

Side A
1. stripe blue
2. stripe blue(カラオケ) (シングルカセットのみ)

Side B
1. 雨のスタジアム
2. 雨のスタジアム(カラオケ) (シングルカセットのみ)